# Hank and Lank: Lifesavers
Hank and Lank: Lifesavers è un cortometraggio muto del 1910 diretto da Gilbert M. 'Broncho Billy' Anderson.
Il film è il sesto di una serie di nove che ha come protagonisti i personaggi di "Hank" e "Lank", interpretati da Augustus Carney e Victor Potel. Tutti i film furono girati nel 1910, tranne l'ultimo, Hank and Lank: They Make a Mash, che uscì il 31 gennaio del 1911.

## Produzione
Il film - un cortometraggio di una bobina - fu prodotto dalla Essanay Film Manufacturing Company, compagnia che aveva la sua sede a Chicago dove venne girato anche Hank and Lank: Lifesavers.

## Distribuzione
Distribuito dalla General Film Company, il film uscì nelle sale cinematografiche USA l'8 novembre 1910. Nelle proiezioni, veniva programmato con il sistema dello split reel, accorpato in un'unica bobina con un altro cortometraggio della Essanay, la commedia The Masquerade Cop..